# Soldiers Inc.
Soldiers Inc. — компьютерная игра в жанре многопользовательская онлайн-стратегия в реальном времени, разработана студией Plarium. События игры разворачиваются в вымышленном государстве Зандия, где игроки соревнуются за контроль над богатыми месторождениями полезных ископаемых. Пользователи Facebook назвали Soldiers Inc. одной из лучших на своей платформе.

## Геймплей
В игровой процесс Soldiers Inc. входит; борьба с преступными организациями, коррупционными корпорациями и иностранным правительством, для того чтобы завладеть богатыми месторождениями полезных ископаемых в вымышленном мире.
В 2015 году 20th Century Studios и Plarium заключили контракт, с целью передачи тем из франшизы «Чужой против Хищника», к тому же Майк Дойл из 20th Century Studios сказал: Soldiers Inc. предлагает идеальное сочетание захватывающего и увлекательного игрового процесса. Всё это полностью соответствует франшизе «Чужой против Хищника».
Саундтрек к игре был написан известным датским композитором и звукорежиссёром Йеспером Кюдом.